# アルラン
アルランは、カザフスタン内務省の地方警察の特殊部隊。国家レベルの重要事件には、内務相直属のスンカルが投入される。
旧ソ連の特別任務民警支隊（OMON）の類似部隊であるが、警備警察ではなく、刑事警察に属する。なお、カザフスタンにも、緊急対応特殊支隊が存在するが、これは逆に警備警察に属している。

## 概要
1995年～1996年、各州の内務局に特殊任務小隊が創設された。小隊は、刑事警察のラインの作戦に参加し、特に危険な犯罪者の捕縛、匪賊部隊の武装解除、麻薬の密売人・密輸業者の拘束、強盗対策、人質解放、捜査支援、取調官・裁判官の警護を任務とした。
2003年3月19日、各小隊に基づき、各州・市内務局に特殊任務部隊「アルラン」（雄狼）が設置された。アルカンの総合指導は、内務第一次官が実施する。

## 組織
2008年現在の組織。各州に1個小隊が配置されている。小隊は、州内務総局長に直属する。各小隊は、25人から成り、小隊長は、少佐が担任する。
- アクトベ州（アクトベ市）
- アクモラ州（コクシェタウ市）
- アティラウ州（アティラウ市）
- アルマトイ州（タルドゥコルガン市）
- カラガンダ州（カラガンダ市）
- 北カザフスタン州（ペトロパヴロフスク市）
- クズロルダ州（クズロルダ市）
- コスタナイ州（コスタナイ市）
- ジャンブール州（タラズ市）
- 西カザフスタン州（ウラリスク市）
- パブロダール州（パブロダール市）
- 東カザフスタン州（ウスチ・カメノゴルスク市）
- マンギスタウ州（アクタウ市）
- 南カザフスタン州（シュムケント市） - 中隊規模
- セミパラチンスク市（セメイ市）

## 訓練
隊員の平均年齢は、25～27歳である。隊員は、年間800時間、戦闘・特殊訓練に従事し、400時間を体育に充てている。大部分の部隊には、独自の工兵が存在する。